# Hapoel Ramat Gan
Moadon Kaduregel Hapoel Ramat Gan Giwatajjim (hebr. ‏מועדון כדורגל הפועל רמת גן גבעתיים‎) – izraelski klub piłkarski, mający siedzibę w mieście Ramat Gan.

## Historia
Klub został założony w 1927 roku. Od początku rozgrywek piłkarskich w niepodległym Izraelu występował w najwyższej lidze. W sezonie 1959/60 klub spadł do niższej ligi, jednak w 1963 powrócił. W sezonie 1963/64 zdobył pierwsze mistrzostwo, a dopiero w 2003 Puchar Izraela. W sezonie 1968/69 został zdegradowany do niższej ligi. W sezonach 1980/81, 1982/83 i 1989/90 klub występował w Liga Leumit, jednak nie utrzymywał się w niej i powracał do Liga Arcit. W końcu lat 90. XX wieku klub spadł do Liga Alef (3 poziom), a powrócił w sezonie 1999/2000. W sezonie 2003/04 klub ponownie został zdegradowany do trzeciej ligi. W sezonie 2006/2007 zdobył pierwsze miejsce i awans do Liga Leumit, a w sezonie 2008/09 awansował do Ligat ha’Al. Od sezonu 2011/2012, po spadku, zespół występuje na drugim poziomie rozgrywek piłkarskich w Izraelu – Liga Leumit.

## Sukcesy
- Mistrzostwo Ligat ha’Al: 1963/64
- Liga Arcit: 2006/07
- Puchar Izraela: 2003, 2013
- Toto Cup Artzit: 1999/00, 2005/06, 2006/07

## Europejskie puchary
Legenda do wszystkich tabel:
- Q – runda eliminacyjna, 1/16, 1/8, 1/4, 1/2 – odpowiednia faza rozgrywek, Grupa – runda grupowa, 1r gr – pierwsza runda grupowa, 2r gr – druga runda grupowa, F – finał, R – runda, PO – play-off
- k. – rzuty karne, los. – losowanie, Dogr. – dogrywka, w. – zasada bramek strzelonych na wyjeździe

| Sezon   | Rozgrywki   | Runda | Przeciwnik    | Dom | Wyjazd | Ogólnie |
| ------- | ----------- | ----- | ------------- | --- | ------ | ------- |
| 2003/04 | Puchar UEFA | 1R    | Lewski Sofia  | 0–1 | 0–4    | 0–5     |
| 2013/14 | Liga Europy | 3Q    | Estoril Praia | 0–0 | 0–1    | 0–1     |